# Gus Cannon
Pour les articles homonymes, voir Cannon.
Gustavus « Gus » Cannon (12 septembre 1883 ou 1884 - 15 octobre 1979) est un musicien de blues américain qui participe à populariser les jug bands (tels que ses propres Cannon's Jug Stompers) dans les années 1920 et 1930. Il y a une incertitude quant à son année de naissance ; sa pierre tombale donne la date en 1874.
En 2010, Gus Cannon est introduit au Blues Hall of Fame, catégorie « Performer ».

## Carrière
Fils d'esclave, né dans une plantation de Red Banks, comté de Marshall, dans le Mississippi, Cannon déménage à l'âge de 12 ans à une centaine de kilomètres, à Clarksdale, alors le lieu de résidence de W. C. Handy. Il apprend la musique en autodidacte, s'exerçant sur un banjo artisanal qu'il fabrique à partir d'une poêle et d'une peau de raton laveur. Il quitte le domicile familial à l'âge de quinze ans et commence sa carrière de musicien itinérant dans des scieries et des chantiers de construction de digues et de chemins de fer dans le delta du Mississippi au tournant du siècle.
À Clarksdale, Cannon est influencé par deux musiciens locaux, Jim Turner et Alec Lee. Le violon de Turner, qui joue dans le groupe de W. C. Handy, l'impressionne tellement qu'il décide d'apprendre à jouer du violon lui-même. Lee, un guitariste, enseigne à Cannon son premier blues traditionnel, Po' Boy, Long Ways from Home, et lui montre comment utiliser une lame de couteau comme bottleneck, une technique que Cannon adapte à son jeu de banjo.
Cannon quitte Clarksdale vers 1907 et s'installe bientôt près de Memphis, Tennessee, où il joue dans un jug band dirigé par Jim Guffin. Il commence à jouer à Memphis avec Jim Jackson. Vers 1910, il rencontre le joueur d'harmonica Noah Lewis, qui lui présente un jeune guitariste, Ashley Thompson. Tous les trois forment un groupe pour jouer lors de fêtes et de bals. En 1914, Cannon commence à tourner dans des medicine shows. Il soutient sa famille grâce à divers emplois, y compris le métayage, le creusement de fossés et les travaux de jardinage, mais complète ses revenus avec la musique.
Cannon commence à enregistrer, sous le nom de Banjo Joe, pour Paramount en 1927. Lors de cette session, il est accompagné par Blind Blake. Après le succès des premiers disques du Memphis Jug Band, il assemble rapidement un jug band, les Cannon's Jug Stompers, avec Noah Lewis et Ashley Thompson (plus tard remplacé par Elijah Avery). Le groupe enregistre pour la première fois à l'Auditorium de Memphis pour Victor en janvier 1928. Hosea Woods rejoint les Jug Stompers à la fin des années 1920, jouant de la guitare, du banjo et du kazoo et fournissant quelques voix. L'enregistrement de Big Railroad Blues des Cannon's Jug Stompers est disponible sur la compilation The Music Never Stopped: Roots of the Grateful Dead. Les Cannon's Jug Stompers sont considérés comme le meilleur des jug bands par les connaisseurs.
Bien que leurs derniers enregistrements datent de 1930, les Cannon's Jug Stompers sont l'un des jug bands les plus populaires de Beale Street tout au long des années 1930. Quelques chansons que Cannon enregistre avec les Jug Stompers sont Minglewood Blues, Pig Ankle Strut, Wolf River Blues, Viola Lee Blues, White House Station et  Walk Right In (un hit pop pour The Rooftop Singers dans les années 1960 et pour Dr. Hook and the Medicine Show dans les années 1970, ainsi que pour Claude François qui le reprend sous le titre Marche tout droit en 1963). À la fin des années 1930, Cannon prend effectivement sa retraite, bien qu'il se produise encore occasionnellement en tant que musicien solo.
Cannon fait quelques enregistrements pour Folkways en 1956. Au cours de la renaissance du blues des années 1960, il fait quelques apparitions dans les collèges et les cafés avec Furry Lewis et Bukka White, mais doit mettre en gage son banjo pour payer sa facture de chauffage l'hiver avant que les Rooftop Singers aient un succès avec Walk Right In.
Dans la foulée de devenir un compositeur à succès, il enregistre un album pour Stax en 1963, avec ses collègues musiciens de Memphis Will Shade (l'ancien chef du Memphis Jug Band) au jug et Milton Roby à la planche à laver. Cannon y interprète des chansons traditionnelles, notamment Kill It, Salty Dog, Going Around the Mountain, Ol 'Hen, Gonna Raise a Ruckus Tonight, Ain't Gonna Rain No More, Boll-Weevil, Come On down to My House, Make Me a Pallet on Your Floor, Get Up in the Morning Soon, et  Crawdad Hole, avec son propre Walk Right In, avec des histoires et des introductions entre les chansons.
Cannon apparait dans le film Hallelujah!, le premier film parlant de King Vidor en 1929, dans une scène de fin de soirée lors du mariage. On le voit aussi dans les films documentaires The Blues de Sam Charters en 1963 et The Devil’s Music: A History of the Blues de la BBC en 1976.
Certains des disques de Cannon conservent des connotations archaïques des années avant le blues. Ses premiers enregistrements en solo sont une mélange de blues, de ragtime. Les Stompers développent ce matériau avec les instruments supplémentaires disponibles et produisent un ensemble étonnant qui couvre presque toute la gamme de la musique noire américaine de l'époque.

## Discographie

### Albums studio
- Walk Right In (Stax, 1963)
- Gus Cannon's Jug Stompers (Roots, 1971)

### Compilations
- Cannon's Jug Stompers, The Complete Works in Chronological Order 1927-1930, including Gus Cannon as Banjo Joe (Herwin, 1975)
- Complete Recorded Works in Chronological Order, vols. 1 and 2 (Document, 1990)
- The Legendary 1928–1930 Recordings (JSP, 1994)
- The Best of Cannon's Jug Stompers (Yazoo, 2001)